# Tales of the Jedi: Dark Lords of the Sith

## Introducción
El 1 de octubre de 1994 la editorial americana Dark Horse lanzaba el primer cómic de una serie de seis basado de nuevo en el universo de Star Wars, más concretamente en su Periodo de la Antigua República, dejando pasar sólo un mes desde el lanzamiento del último cómic de la serie Tales of the Jedi: The Freedon Nadd Uprising.
El tomo recopilatorio no se editaría hasta febrero de 1996.

## Historia
La historia se sitúa apenas semanas después de la anterior serie. El Aprendiz Jedi Exar Kun decide abandonar la Academia Jedi de Dantooine tras atacar a su Maestro y se dirige a aprender del Lado Oscuro a mundos Sith como Korriban o Dxun, donde el espíritu de Freedon Nadd lo guía hasta Yavin para convertirlo en Sith. Mientras Exar Kun se destruye al espíritu de Nadd se convierte en Sith y se prepara para organizar alianzas y atacar a la República.
Por otro lado, miles de Jedi se reúnen en Danuta para hablar de la extensión del Lado Oscuro y los más viejos y sabios se reúnen en un Consejo.
Mientras tanto Ulic Qel-Droma queda atrapado en el Lado Oscuro tras intentar infiltrarse en la secta oscura Krath. Qel-Droma y Kun pronto se enfrentarán, encontrándose cara a cara con el antiquísimo espíritu de Marka Ragnos, el cual decidirá cual debe ser el próximo Señor Oscuro del Sith...

## Apartado Técnico
El guion fue escrito por Tom Veitch y Kevin J. Anderson, que formaron equipo esta vez; los dibujos son de Chris Gossett.

## Enlaces
- Dark Horse
- Índice cronológico de cómics de Star Wars

- Datos: Q935176